# Дялу (Джурджу)
Дялу (рум. Dealu) — село у повіті Джурджу в Румунії. Входить до складу комуни Креведія-Маре.
Село розташоване на відстані 35 км на захід від Бухареста, 61 км на північний захід від Джурджу, 146 км на схід від Крайови, 139 км на південь від Брашова.

## Населення
За даними перепису населення 2002 року у селі проживали 1278 осіб. Усі жителі села рідною мовою назвали румунську.
Національний склад населення села:
| Національність | Кількість осіб | Відсоток |
| -------------- | -------------- | -------- |
| румуни         | 1023           | 80,0%    |
| цигани         | 255            | 20,0%    |